# 키노시타 아유미
키노시타 아유미(木下 あゆ美, 1982년 12월 13일~)는 일본의 배우이다. 아이치현 지타시에서 태어났으며, 소속사는 스타더스트 프로모션이다. 2004년부터 2005년까지 방송된 《특수전대 데카레인저》의 데카 옐로 역으로 이름을 알렸으며, 이 후 만화책을 원작으로 한 TV 도쿄의 《원한 해결 사무소》에 주연인 원한해결사로 발탁, 《원한 해결 사무소》와 《원한 해결 사무소 리붓》의 주연을 맡았다.

## 출연

### 영화
- 《쿨 디멘션》(2006년)
- 《피핑 톰》(2008년)
- 《내추럴 우먼》(2010년)

### 드라마
- 《R-17》(2001년 4월~5월)
- 《슈퍼전대 시리즈》
  - 《특수전대 데카레인저》(2004년 2월 15일~2005년 2월 6일）
  - 《해적전대 고카이저》(2011년 3월 20일）
  - 《수전전대 쿄류저》( 2013년 2월 17일~2014년 2월 9일)
- 《원한 해결 사무소》 시리즈 - 주연 원한해결사 역
  - 《원한 해결 사무소》(2006년 7월~9월）
  - 《원한 해결 사무소 스페셜》(2008년 1월 6일）
  - 《원한 해결 사무소 스페셜 2》(2009년 1월 7일）
  - 《원한 해결 사무소: 리붓》(2009년 7월~9월）
- 《맛있는 학원》(2007년 4월~6월)
- 《미라클 보이스》(2008년 1월 3일)
- 《LOVE GAME》 제8화 (2009년 6월 11일)
- 《가면라이더 W》 제21화・22화 (2010년 2월)
- 《창부와 숙녀》(2010년 4월~7월）
- 《FACE MAKER》 제12화(2010년 12월 23일)

### TV 애니메이션
- 유희왕 5D's(이자요이 아키, 2008년)

### 뮤직 비디오
- GReeeeN 〈遥か〉(2009년)
- 가라스 〈夢〉(2009년)